# André Lorant
André Loránt, né en 1930 à Budapest, est un universitaire et écrivain d'origine hongroise. Réfugié en France depuis 1957, il est devenu un des plus grands spécialistes d'Honoré de Balzac, professeur honoraire des universités.

## Biographie
Son nom, Lorant, est celui que son grand-père paternel (Löwenstein) a choisi en 1918, l’année où sa famille, d'origine juive, s’est convertie au catholicisme. Malgré cette volonté d’intégration, même religieuse, en 1944 lors de l'invasion de la Hongrie par l'Allemagne, la famille Lorant est considérée comme juive et doit porter l'étoile jaune. Elle survit à la Shoah. André (Endre en hongrois), orphelin de père très tôt, affronte encore, en 1956, l'invasion des chars soviétiques et la répression qui s'ensuit. Assistant de français de 1952 à 1956, il est renvoyé de l'université de Budapest à cause de ses « origines bourgeoises ».
Réfugié politique en France, il reprend la préparation de sa thèse sur Balzac dans le cadre du CNRS, devient spécialiste de Balzac en même temps qu'il enseigne la littérature comparée. Collaborateur de L’Année balzacienne depuis 1960, il a procuré des éditions commentées de textes balzaciens dans diverses collections : Bibliothèque de la Pléiade, Folio, G-F et Bouquins (1977-1999). Il est également responsable de l’édition Garnier-Flammarion de La Cousine Bette et il a signé de nombreuses préfaces des œuvres de La Comédie humaine.
En 1997, il retourne à Budapest sur les traces de sa jeunesse passée. De ce voyage, il tire un livre autobiographique, Le Perroquet de Budapest (2002).
Son "opéra-roman" Fugato, dont l’action est imprégnée d’art lyrique et qui se déroule entre Lecce et Venise, paraît en 2016, chez l’éditeur Cohen&Cohen.
Vers l’innommable. L’antisémitisme institutionnel en Hongrie (1920-1944) est publié par L’Harmattan, en août 2020. Cet ouvrage, fondé sur des documents inédits en France, soutient une thèse fondamentale : du point de vue idéologique et législatif, tout était prêt  afin que le génocide des juifs hongrois - 600 000 victimes - puisse s’accomplir en quelques mois, à partir de mars 1944, date de l’invasion du pays par l’armée allemande.

## Publications sélectives
- Vers l’innommable. L’antisémitisme institutionnel en Hongrie (1920-1944) L’Harmattan, 2020.  (ISBN 2343208336)
- Fugato éditions Cohen&Cohen, 2016.  (ISBN 9782367490403)
- Le Perroquet de Budapest, éditions Viviane Hamy, Paris, 2002  (ISBN 2878582373).
- Balzac et la mélancolie dans les textes philosophiques, (''L'Année balzacienne''), 2007.
- Balzac et le plaisir, L'Année Balzacienne 1996.
- Le Compromis austro-hongrois et l’opinion publique française en 1867 Droz, 1971.
- Les parents pauvres d'Honoré de Balzac I-II, éditions Droz, Genève, 1967. (Thèse de doctorat d’État, Sorbonne, mars 1968).